# 扶摇
《扶摇》，2018年中国大陆古装架空电视剧。改编自天下归元小说《扶摇皇后》，由柠萌影业、柠萌悦心、企鵝影視联合出品，杨文军执导，杨晓培担任总制片人，杨幂、阮经天领衔主演。2017年6月27日在横店影视城开机，同年11月23日歷时150天拍摄，全剧组杀青 。于2018年6月18日在浙江卫视周播劇場首播，腾讯视频線上獨播。2019年5月6日在中視主頻、中天娛樂台播出。台灣OTT由LiTV 線上影視全劇上架。該劇於2022年7月27日上線四達時代斯瓦希里語頻道，在坦桑尼亞、肯亞等非洲國家播出。
2018年，扶搖為該年浙江衛視周播劇場同時段第一，並以138億網絡播放量收官，成為上半年獨播電視劇收視率排名第一，打破騰訊視頻5年以來的网播量记录。該劇創下騰訊視頻會員的拉新記錄，訂購用户同比增长121%。此外，該劇是四達時代在非洲播出的收視率最高的中文劇，平均收視為7，最高收視達到14.19，被認為是中非影視文化交流的橋樑。

## 平台
| 频道                  | 所在地   | 播出日期      | 播出时间                                                             |
| 浙江卫视              | 中国大陆 | 2018年6月18日 | 星期一至四 22:00 - 23:30                                             |
| 腾讯视频              | 中国大陆 | 2018年6月18日 | 非會員星期一至四24:00更新 VIP會員星期一至四22:00更新，首週提前看四集 |
| Astro双星 Astro双星HD | 马来西亚 | 2018年6月19日 | 每晚 19:00 - 20:00                                                   |
| HUB娱家戏剧台         | 新加坡   | 2018年7月26日 | 星期一至五 20:00 - 21:00                                             |
| 中視主頻              | 臺灣     | 2019年5月6日  | 星期一至五 21:00-22:00 (20:00為重播上一集，21:00為首播)              |
| 中天娛樂台            | 臺灣     | 2019年5月6日  | 星期一至五 23:00 - 24:00 (22:00為重播上一集，23:00為首播)            |
| 愛奇藝台灣站          | 臺灣     | 2018年6月18日 | 星期一至四24:00更新                                                  |
| Viu                   | 香港     | 2018年6月18日 | 星期一至四24:00更新                                                  |
| Starhub Go            | 新加坡   | 2018年6月18日 | 星期一至四24:00更新                                                  |
| Astro Go/On Demand    | 马来西亚 | 2018年6月18日 | 星期一至四24:00更新                                                  |
| ViuTV                 | 香港     | 2018年12月5日 | 星期一至五 19:30 - 20:00 2019年4月29日起改為星期一至五 20:00 - 20:30 |
| MCOT HD               | 泰國     | 2019年2月3日  | 星期六 14:05 - 16:00                                                 |
| MCOT HD               | 泰國     | 2020年8月0日  | 每个星期四和星期五14:05 - 15:00, 星期一到星期五13.40 - 14.30         |
| 四達時代              | 非洲     | 2022年7月27日 |                                                                      |
| 八大第一台            | 臺灣     | 2024年11月3日 | 星期六、日 22:00 - 00:00（兩集連播）                                 |

## 故事簡介
五洲大陸以天權皇城統領太淵、天煞、璇璣，與宗學聖地穹蒼隔扶風海相望。當今天權國受命於穹蒼聖地。統領太淵，璇璣，天煞三國，國泰民安。但在千百年前，帝非天血洗五洲，生靈塗炭，穹蒼長老長青子，用玄靈真葉扭轉了戰局，然而，帝非天卻未就此消失，他的一絲殘血，凝結成了一枚五色石，流傳在世間。而今，帝非天蠢蠢欲動，喚醒他的，將是一位擁有五色石的少女。
長孫無極是玄靈真葉的天選之人，唯有長孫無極能改變乾坤，命長孫無極找到五色石少女，否則五洲會因她而再度萬劫不復。在知道太淵國公齊震發動政變，為了假扮太淵世子軒轅旻潛入太淵平定內亂，前往玄元劍派。扶搖（楊冪飾）幼時投太淵玄元劍派門下，因身為奴婢的身份飽受師門鄙棄，加上喜歡大師兄而被師姐視為眼中釘。扶搖於十八歲一次試練中，因意外得師門失傳秘技“破九霄”神功，從此武功精進。為解開封印、掙脫命運枷鎖，扶搖踏上了五洲歷險之路，與天權皇城太子長孫無極（阮經天飾）相識相愛，二人合力平息太淵國公齐震篡政。天權國南戎犯境，德王宮變，與天煞烈王戰北野（高偉光飾）聯手奪回王權，揭示扶搖璇璣王女身世。兩人堅守“雖千萬人吾往矣”的信念，歷經磨難披荊斬棘，終破穹蒼陰謀，斬殺各路邪毒，守護五洲安泰。扶搖與無極的愛情也終成善果。

## 劇中人物

### 主要演員
| 演員                | 角色          | 介紹 | 备注         | 配音   | 粵語配音 |
| 杨幂 童年：吕晨悦   | 扶摇 (鳳無名) | 玄元山玄幽部雜役→假扮宇文紫→國公義女→太淵國淑夫人→太淵國王后→被騙假扮璇玑國佛蓮公主→姚城縣丞(兼天權委派特使)→假扮江楓選為天煞之金都統→天煞真武大將軍(一等鎮國將軍、一等護國侯)→天煞國瀚王→假扮醫聖宗越前往璇璣→璇玑國王女鳳無名→璇璣女君→天權國皇后 长孙无极之妻 真實身分為璇玑國王女鳳無名，為鳳琦與五洲聖者玉衡(孟朔)所生，也是璇璣國正統佛蓮公主，同時也是太淵玄元派「破九霄」神功之继承者。 扶搖自小含莲而生的公主，身帶鳳凰靈性，天性善良。初登場為玄元山玄幽部雜役，幼時身戴五彩石流落玄元山被周叔撿到並扶養長大，因為奴僕的卑微身分處處受人打壓。在一次試煉中意外習得破九霄，並從周叔口中得知自己體內帶有玄妙的五重封印，於是和同伴小七踏上遊歷五洲、解開封印的旅途。在璇璣國的旅程中，扶搖因無意將自己的血灑在祭壇上，成功召喚祥瑞火鳳，向眾人展現自己璇璣正統的身分，並回憶起小時母親被姨母鳳璇殺害、與長孫無極的相識、以及照顧自己的宛姨被處以極刑的痛苦回憶，後登基為璇璣國的女王，但後來因覺得自己不適合承擔璇璣的女王位子，把權利讓給有能力的人，但依舊被尊為女王陛下。 回到穹苍后，非烟解开了扶摇身上的最后一道封印，让扶摇彻底变成妖女。变成妖女后，扶摇也失去了记忆，并且要杀长孙无极。最后，扶摇凭着自己的意志，销毁了帝非天的另一半残识，并与无极修成正果，最後嫁給長孫無極，成為天權國的皇后。 儘管一路崎嶇艱難，扶搖最終憑藉著不服輸的性格和不平凡之身世，擺脫身分的桎梏與長孫無極一同平定五洲之亂、安定天下。 | 本劇修改角色 | 王潇倩 | 陳雪瑩   |
| 阮经天 童年：周津仕 | 长孙无极      | 天權國太子→穹蒼大弟子→假扮太淵世子軒轅旻→假扮太淵國王上→假扮天權國太子幕僚元昭詡→天權國皇帝 扶搖之夫 生父是天權國德王。天生掌心有莲花印记，同時也是玄靈真葉的天選之人，也是穹苍的继承人人选。穹苍长青神殿圣主、长青神殿创教祖师转世。 長孫無極初登場時受君父皇帝之命，假扮太淵世子軒轅旻潛入太淵平定內亂，與扶搖相識於玄元山，後發現扶搖就是他要尋找的五色石少女，幼時又是在璇璣王宮中相遇的王女鳳無名。 为了躲避大皇子，长孙平戎的追杀 走了最为凶险的路回去天權，葛亚沙漠。在葛亚沙漠里中了石化之毒，最后被元宝救了。 为了父皇，领命去杀德王，无极的生父。在无极知道真相与父皇死后，无极自甘堕落。母后也因为德王的离去，离开了皇宫。之后无极恢复斗志。 身懷穹蒼鎮派之寶玄靈真葉，千百年前穹蒼師祖就用玄靈真葉封印了帝非天，現世的無極更是玄靈真葉的天選之人，肩負匡復天下、除去五色石少女的重責大任，也因为如此被穹苍的的师尊惩罚。最后，扶摇为了救无极与非烟打了一架，扶摇也解开了最后一道封印。被没有记忆的扶摇刺了多剑，也唤醒了扶摇。最后回到天權國當皇上，与扶摇修成正果，最後娶扶搖，並且冊封扶搖為天權國的皇后。 擁有穹苍百年出一只的天机神鼠，「元宝大人」 |              | 马正阳 | 簡懷甄   |
| 高伟光 童年：王熠   | 战北野        | 天煞國烈王→天煞國王上 外祖父是周老太師，天煞建和王之子，黑风骑首领，生母為天煞國靜太妃。 由於戰北野的出身與實力一直為兄長戰南城所忌憚，因此雖有烈王的封號，卻長年遭受兄長打壓與構陷，生母更被當作人質挾持於天煞冷宮。戰北野與扶摇不打不相识，心中暗戀扶搖，還將家傳神器攝坤鈴交給扶搖保管。戰北野拔出了沙漠中的蒼龍在野劍。蒼龍在野劍是戰北野外祖父的遺物，它可號令全五洲黑風戰士，冰原部族瞬間歸順戰北野，甘願誓死追隨。戰北野自那日起，便接管了冰原部族，替他外祖父繼續完成未完成的使命，鎮守葛雅沙漠，鎮守夯蛟隱軍。不過在戰北野昏迷後甦醒，發現雅蘭珠犧牲雙眼救他，才终于认识到自己的真心。 小說版是后灭天煞立大瀚，为大瀚帝君。 |              | 赵成晨 | 伍博民   |
| 赖艺 童年：林宸锐   | 宗越          | 太淵国文懿世子之長子轩辕越→醫聖宗越 太淵國文懿世子長子，家族被世交齊震與幼弟仁宗所賊害，聽信讒言的神宗下令將世子府全府七十八口滿門抄斬，與國公齊震有滅門血仇，誓言有一天要回到太淵平反雪恨。世子府被滅門時，因邱先生買通劊子手而讓宗越與雲痕兩兄弟活了下來，卻從此顛沛流離，期間宗越忍辱負重十五年，等待時機報仇，終於在十五年後找到了自己的親弟弟雲痕。 從死人堆裡爬出來的宗越恰巧遇見帝非煙被其救下，用40年陽壽與她交換武功與一身醫術；此後的他，便是悬壶济世的白衣醫聖「宗越」。宗越個性冷淡、說話刻薄，卻不失一顆醫者的仁心與俠客的正直，性子豪爽的扶搖經常與其發生齟齬，稱其為「死郎中」。 |              | 郭浩然 | 李震權   |
| 張雅欽 童年：阮天易 | 雅兰珠        | 邛葉公主→天煞王妃 邛葉北王雅蘭止之女，祖父雅蘭合臻、寒山王雅蘭易之脈，生性活潑、敢愛敢恨，卻有些任性調皮，內心十分仰慕戰北野，是戰北野的“小尾巴”，每天追隨在其身旁打轉。在太淵與扶搖成為好朋友，總在第一時間擔心扶搖的安危。雅蘭珠善用家傳的易容術，還利用這門奇術幫助扶搖喬裝成宇文紫，成功潛入國公府與太淵王宮。邛葉國本是很強大的國家，隨時有可能取代天權國的位置，但是之前長孫無極用了一些計策，讓邛葉國進行了南北內鬥，雅蘭珠的父親就是那時候被趕到了山林裡面，但是長孫無極答應雅蘭珠，如果掌權了北王之位，隨時可以找他，但是現在不是時候。在長瀚山上遇見襲擊扶搖的黑霧，擊中了戰北野，雅蘭珠使用邛葉族的禁法，雙目失明。雅蘭珠原本因為失明對自己失去信心且想要逃離天煞，被戰北野的師傅雷動擄走後，終於明白自己的真心與夢想，雙眼也被雷動以祝賀戰北野登基之名治好。天真善良的雅蘭珠最終用真誠打動了戰北野，成為天煞王妃。 |              | 吟良犬 | 植婉雯   |
| 蔣龍                | 小七          | 玄元山玄幽部雜役 匿蛟族人，與扶搖情同姐弟，本與爺爺浪跡天涯，知道了許多小道消息，總能在關鍵時刻派上用場、協助扶搖。為人單純熱誠、身手敏捷且記憶力強。初登場為玄元山玄幽部雜役，總在第一時間擔心扶搖的安危。對雅蘭珠有好感。為了護全扶搖等人前去營救長孫無極，便與追殺而來的穹蒼弟子同歸於盡。 |              | 苏尚卿 | 劉達斌   |
| 劉奕君              | 齐震          | 太渊国国公 裴瑗的姑父，威高權重，一人之下，万人之上。他为了完成自己的计划，运筹布画，早年和文懿太子為至交，手握射日弓，與文懿太子並稱太淵國一文一武之國家棟樑。為得上位，不惜泯滅天良陷害好友文懿世子謀逆，讓世子府一夕之間慘遭滅門。本劇的惡人齊震，其實也是最可憐的人，一生想在太淵謀權篡位，妄圖利用禁術使自己習得御水之術、登上王位，卻殊不知自己想利用掌握的軒轅旻和軒轅暉是由長孫無極和師妹太妍所假扮，最終與王位無緣。齊震十分疼愛唯一的女兒齊韵，對其百依百順、呵護備至。十五年前齊震陷害文懿世子，除了為了上位，更是為了得到世子府中的神器「龍鱗甲」，用其將一出生便患有不治之症的女兒從鬼門關拉回。因雲痕的心軟，而藉機使用逃出之計逃出昆京，並向非煙換取神力用以復仇，誤傷了女兒齊韻又發現齊韻竟然將龍鱗甲給了宗越後以神力自盡，緊擁住齊韻後逝世。 | 本劇原創角色 |        | 何偉誠   |
| 梁译木 童年：陈吕源 | 云痕          | 太淵国文懿世子之次子→國公義子雲痕→太淵國王上 軒轅氏，幼時在文懿世子抄家滅族後，經管家邱先生搭救 與兄長「宗越」僥倖存活，因年幼記憶模糊，輾轉被國公收留成為義子，發現宗越身上也有與自己相同的蛟龍刺青後才恢復記憶，與其兄弟相認，決定不再認賊為父。在國公齊震叛變失敗後，雲痕因為愛慕其女齊韵且仍念義父多年養育之恩，保齊震一命將其打入大牢，最後登上太淵國王位。 | 本劇修改角色 | 胡良伟 | 梁皓翔   |
| 王鹤润 童年：井妍乔 | 佛莲 凤净梵   | 璇璣國二王女 璇璣女王鳳璇之次女、鳳淨執之妹，與扶搖互為表姊妹。佛莲曾拜師帝非煙門下，平時喜歡扶貧濟弱、以仙術醫治病人，在五洲享有佛莲聖女的美名。事實上佛蓮無意中得到了一顆驅邪避毒的佛珠，之後她想方設法傳播了致命的瘟疫，自己則帶著百毒不侵的佛珠遊歷五洲解救災民、沽名釣譽，自此成了人人敬仰的五洲聖女佛蓮，為了得到自己要的一切，她不擇手段，視他人性命如草芥。她於幼時窃取扶摇的身份，向鳳璇告密害得照顧扶搖的侍女許宛被處以梳洗之刑，也讓扶搖失去記憶、流落玄元山，此後佛蓮頂替扶搖與無極少年相識之情與婚約，並謊稱自己才是含蓮而生的天選之人。在五洲大陆各国人民的眼中，佛蓮公主看似十分圣洁善良，但實際上她手段惡毒、為達目的不擇手段且城府極深，更曾在天權國陷害扶搖，欲致其於死地。爱慕长孙无极，对其非常的执着。爾後又和師尊非煙聯手送進璇璣王宮，知道扶搖是擁有鳳凰靈性的鳳無名，間接又在王宮和母后上演刺殺王女的戲碼，試圖嫁禍扶搖，最后失敗。 |              | 蔡娜   |          |
| 賈本初              | 鐵成          | 姚城士兵→姚城縣丞特使 南戎邊境的士兵，扶摇的手下，刚开始爱慕扶摇，后来忠心于扶摇成为扶摇的护卫，武功受宗越、战北野、长孙无极三人指点。 | 35，36集登場 | 王冠南 | 陳漢祺   |

### 玄元山
| 演員                | 角色   | 介紹 | 备注 | 配音   | 粵語配音 |
| 黄宥明 童年：卢展翔 | 燕惊尘 | 太渊玄元劍派大弟子→太渊玄元劍派少庄主 玄元劍派掌門燕烈的兒子，功夫高强，和扶搖是青梅竹馬，一直深愛著扶搖。不喜歡裴瑗卻在父親的逼迫下，为了前途不得已娶了裴瑗，跟扶搖提議說娶裴瑗為妻後，要帶著扶搖離開玄元山，說離開玄元山後要娶扶搖為妾，但被扶搖拒絕，也讓扶搖很傷心離開，在扶摇離開玄元劍派之后，對其感情始终没有改變。寒衣節時與扶搖在太淵王宮重逢，卻雙雙被裴瑗設計制服，為了安撫裴瑗換扶搖一命，自願替她吞下劇毒裂魂散而亡。小說版是太淵燕家世子長兄，玄元劍派掌門。     |      | 文森   | 陳漢祺   |
| 李依晓              | 裴瑗   | 太淵國郡主 國公齊震的外甥女，也是玄元劍派的弟子與燕驚塵之妻子，深愛燕驚塵。由於從小地位高高在上，所以性情過於高傲任性，目中無人，做事十分陰狠。裴瑗深愛師兄燕驚塵，然而燕驚塵卻始終愛慕扶搖，加之裴瑗認為扶搖就是毀自己容貌的仇人，因此她曾多次想加害於扶搖卻未果。最後死在侍女阿烈的手上，死前為了救燕驚塵也用刀反殺了阿烈。 |      | 韩啸   | 鄭家蕙   |
| 李洪涛              | 燕烈   | 太渊玄元劍派掌門 燕驚塵的父親，也是玄元劍派掌門。燕烈在成親當天交代燕驚塵，一旦在京城站穩腳跟，就將之前拿給燕驚塵的那包裂魂散把裴瑗給毒死，卻不知裴瑗在一旁都已聽見。 |      |        | 李家傑   |
| 秦焰                | 周叔   | 玄元山玄幽部總管→十聖者中的聖靈 扶搖的養父。真實身份是五洲十聖排名第二的聖靈，一生雲遊四海，不問世事，直到了在河邊發現了扶搖，發現扶搖手中攥著五色石，因一念之仁而沒下手了結掉扶搖的生命，並將扶搖帶至玄元山，以藉玄元山的靈氣來牽制扶搖體內的邪火之力，好讓扶搖平淡、安穩地過一生。其拐杖是穹蒼長青木匕首，為開啟武功絕學「破九霄」的鑰匙，之後因幫扶搖逃出玄元山，而被鐵門壓死。最後在天權為了救助扶搖，而幫忙解開了第四道封印，以及將自己畢生的修為給了扶搖，就此永遠別過。 |      | 宣晓鸣 | 黎家希   |
| 伍宇辰檸            | 阿烈   | 裴瑗的侍女 裴瑗待人苛薄，阿烈懷恨在心，趁主子裴瑗在扶搖找其尋仇後痛昏過去，阿烈連同另一名侍女，劃花她的臉，嫁禍扶搖。寒衣節時，在裴瑗企圖對扶搖揮刀之前用劍刺殺她為自己報仇，未料最後卻反被尚有一口氣的裴瑗反殺，主僕同歸於盡。 |      | 徐雪松 |          |

### 太淵國（昆京）圖騰：鱗龍
| 演員                | 角色      | 介紹 | 备注                                     | 配音   | 粵語配音 |  |
| 權沛倫              | 轩辕旻    | 太渊國泉都宗子 太淵國諸多宗室家族的一個小世子，並且常年在外，並不在京。管事周叔讓扶搖下山買酒，在途中意外撞到了踉蹌逃亡的泉都世子軒轅旻，扶搖把軒轅旻救上了車。但沒想到卻遇到師姐裴瑗的捉弄，扶搖馬車失控，被困於獵網中，而軒轅旻也被失控的馬車拋出車外，軒轅旻拋出馬車後有被人所救，但並不是被齊震的手下所救，而應該是被長孫無極和宗越所救，因為沒有人認識真正的軒轅旻，所以長孫無極才能冒充軒轅旻。在立王后之時，軒轅旻當眾展示御水術，證明自己是軒轅血脈的身份。 | 對照小說中角色: 軒轅晟                   |        |          |  |
| 胡可                | 轩辕晓    | 太渊國长公主 小名阿融(僅德王知道)。天權國曾經的德王妃，因於皇宮迷路無意間聽到長孫無極的身世，遭長孫迥追殺，後被非煙所救。身上捆有穹蒼的禁錮術術法，會操縱幽冥的稀世白狐攻擊人。隱居太淵國冷宮「萃梁殿」，個性瘋癲古怪，身世成謎，扶搖稱其為「神仙姊姊」，扶搖來到萃梁殿時，誤以為扶搖是他一直以來思念的女兒漣兒，把扶搖當親生女兒一樣疼愛，讓扶搖感受到被母親疼愛的感覺，而扶搖看到她心中有許多難過，決定假扮漣兒來當她的女兒。长孙无极的皇嬸。被假扮成慈恩皇后，潛入長孫迦的營帳刺殺長孫迦未果，被長孫迦安置在營帳內。                                                              | 本剧原创角色                             |        | 张凯     |  |
| 孙强                | 章鹤年    | 太渊国御史大人 位階侯爺，是國公心中的頭號政敵。於太淵國齊震叛變後，因高蒿協議與章鶴年同保太淵。 |                                          | 杨默   | 蘇裕邦   |  |
| 刘冠霖              | 高蒿      | 太渊国西平郡王 太淵國出了三代王后母家，執掌太淵國內最多兵力，因育有13個兒子，僅有一位女兒，所以對女兒相當疼愛。與國公利益勾結，但也互相提防。於太淵國齊震叛變後，因高蒿協議與章鶴年同保太淵，自己女兒嫁給雲痕當王后。 |                                          |        |          |  |
| 袁雨萱 童年：刘一涵 | 齊韵      | 國公府大小姐 悅風樓主廚，年紀輕輕手藝極高，常常偷偷離家。因早產患不治的逆血之病，是國公齐震的心尖肉，利用太淵國神物-龍鱗甲保住了她的命。一次在國公府巧遇宗越，認定他就是從小仰慕的越哥哥。於二十六集，預用一頓飯想試探宗越是否跟越哥哥一樣會對七錦葉過敏，以便證實自己的猜測。太淵謀反平定後，龍鱗甲因宗越已找到可以保扶搖與其二人生命安全的方法被取下解開扶搖身上的封印。得知父親要害宗越後偷偷將龍鱗甲給宗越，後為幫宗越擋劍而被齊震的化骨劇毒誤殺，長孫無極拿一顆牧靈果，使齊韵尚存一息，宗越帶著齊韻離開了天煞，要為齊韻去尋找解毒之法。頑毒解了之後，在偏鄉幫忙醫治有需要之人。 | 對照小說中角色: 軒轅韻                   | 朱蓉蓉 |          |  |
| 阿丽亚              | 唐芷蓉    | 定遠將軍唐伯年之庶女→太淵國貴夫人 唐芷蓉温婉大方，才华横溢，精通曲艺。虽生在将门之家，却要为家族荣宠，嫁入帝王之家。入宫后的唐芷蓉，居「永嘉殿」為皇后的住所，受到嬪妃的忌妒，不仅未得到帝王真心，更受尽委屈。原先是與齊震一路，最後選擇與王上合作，進而賦予唐家光榮，準備冊封昭元王后，在大婚之日前，卻被齊震派人暗殺。 | 本剧原创角色。名字對照小說中角色: 花芷蓉 | 高启帆 |          |  |
| 陳偌汐              | 宇文紫    | 太淵國淑夫人 北境南洲縣丞宇文堅之么女，因四柱八字極佳，於是打通齊震府上上下下，被安排送往昆京，進入國公府。因與人私奔，故讓長相身段都與宇文紫十分相近的扶搖借雅蘭珠協助，使用邛葉的變臉術頂替，後扶搖入宮獲選淑夫人，居「醉衍居」。 | 小說中與軒轅旻交合後被其扼死             |        |          |  |
| 劉芷微              | 高普若    | 太淵國賢夫人→太淵國王后 西平郡王高蒿之女，西平郡主，個性囂張跋扈，自認生來就是要當王后的命，初選秀女時被忽視而不悅，居「芷蘿居」，家族是太淵國三代王后母家，父親為太淵國西平郡王高蒿，執掌太淵國內最多兵力，因有13個兒子，僅有一位女兒，極為疼愛她。父親高蒿雖與國公利益勾結，但也互相提防。於太淵國齊震叛變後，因高蒿協議與章鶴年同保太淵，高普若嫁給雲痕為王后。 | 對照小說中角色: 賢妃高氏                 |        | 露西     |  |
| 魏晖倪              | 簡雪      | 太淵國德夫人 翰文院翰林簡深之女，本為「芷蘿居」，後讓給高普若，與宇文紫同住「醉衍居」，個性沉穩內斂，封為德夫人。父親簡深雖是章鶴年門生，私下卻是國公齐震的一枚暗棋。實際上的主人為長孫無極。代表太淵國出使天權國使臣。 |                                          | 曹一茜 |          |  |
| 周俐葳              | 时岚      | 扶摇的贴身丫鬟 真正的主人為长孙无极。 |                                          | 张晗   |          |  |
| 刘颖伦 童年：牛悦函 | 太妍 漣兒 | 初登場假扮軒轅家子孫，冒名轩辕晖 為长孙无极之师妹、長孫無極同父異母妹。按照道理來說，能掌握御水之術的人有三種，一種是軒轅族後人，第二種是內功極強的人習得蒼穹術吃了百芝蘭也能掌握，最後一種是非煙告訴齊震的巫術，以攝坤鈴為信，以軒轅血為引，血祭天地，可掌握御水之術。其實太妍是長孫迦和軒轅曉的女兒，也算是軒轅王族的血脈。師父為非煙。最後違抗了非煙的旨意，便出劍欲殺了非煙，但不成，反被非煙用法將之擊落至九天之巔外。喜歡長孫無極 |                                          | 曾蓉   | 羅婉楓   |  |
| 鍾衛華              | 曹成      | 內侍總管 齐震安排在无极身边的暗线，无极知晓。 |                                          | 许凯   |          |  |

### 天權國（中州）（姚城）圖騰：羽樹
| 演員   | 角色     | 介紹 | 备注 | 配音   | 粵語配音 |
| 王劲松 | 长孙迥   | 天權國皇帝 君父皇帝，五洲聖主，长孙无极的养父。長孫迥常常給皇后配的藥方，是傷身於無形的毒藥，若是長久服用的話，必定會痛苦死亡，死相淒慘。長孫迥一直給她餵毒藥就是想激怒長孫迦，抓住長孫迦的把柄，徹底除掉長孫迦。得知天權帝位在位者壽命不長，用一身病痛，破了此局，卻換來皇后的背叛，於是謀畫二十多年復仇，讓無極與長孫迦兵戎相見，父子相殘。確認已將無極培育成適任的接班人後，向無極表白內心話，其實內心是很愛無極的，在最後吐露出：「你為什麼不是我兒子？」後，病逝於無極眼前。                                                                     |      | 原音   |          |
| 宋佳伦 | 长孙迦   | 天权国德王 长孙无极的亲生父亲。得知長孫迥常常給皇后配的藥方，是傷身於無形的毒藥，決定奪回江山。與皇后有私情。願背負遺臭萬年的罵名，也要成就無極往後的帝王之路，便取走無極的劍，刺腹自殺。 |      | 赵明洲 |          |
| 涓子   | 元清旖   | 天权国慈恩皇后 长孙无极的母亲，年輕時是號稱五洲第一美人，居「清嵐殿」，曾偶遇德王與天權皇帝，喜歡德王長孫迦，後無奈嫁給了天權皇帝。在長孫迦死後，廢除了自己的身分地位，隱居在綠珠山上的宛心庵。 |      | 刘芊含 |          |
| 赵楚仑 | 长孙平戎 | 天權國大皇子 翊王，長孫迥之長子，初登場時英氣逼人、性情跋扈，有些急功近利、欲與长孙无极争夺太子之位。早年拜師十聖者星輝之門，練就陰毒的功法星輝聖手。曾與佛蓮公主聯手陷害扶搖，更試圖利用毒蠱與鎖魂針對扶摇性侵，但最终不敵她身上的封印之力，反被其閹割。在無極假死時，去天煞想闖天門墟，贏得其美名，卻又無實力，想向戰南城借攝坤鈴一用，卻意外發現無極未死，想將計就計，以攝坤鈴為引，透過無極將天門墟的心魔剷除，卻失手，扶搖和無極使用手上的攝坤鈴，得知長孫平戎的血是鎖魂針的藥引。因為手下徐來從翊王身上盼不到前程，懷恨在心，而下手刺殺了翊王。 |      | 魏超   |          |
| 高瀚宇 | 江枫     | 長孫無極的貼身密衛 不善言辭卻智勇兼備。 |      | 袁聪宇 | 黃尉斯   |
| 孫瑋   | 段潼     | 內廷首丞 |      | 万力   |          |
| 高海鹏 | 雷元山   | 君衛將軍 |      | 言浩   |          |
| 于永海 | 徐來     | 長孫平戎的侍衛 從翊王身上看不到前程，為了留自己後路，德王說了如果翊王叛逃，就殺了翊王，進而從背後刺殺翊王。 |      | 蔡壮壮 |          |
| 唐国忠 | 赤鬼     | 黑戎寨土匪首領 長孫平戎承諾將金銀送給赤鬼，要求赤鬼儘快拿下姚城，扶搖假意獻城，孤身一人攜帶著姚城官印來到黑戎寨，在扶搖的激將法下，準備與扶搖歃血為盟。黑戎寨盟誓規矩是取心尖之血，扶搖取下自己心尖血贏得了赤鬼信任。正當赤鬼要取心尖之血時，扶搖卻突然出手，成功殺了赤鬼，並取到赤鬼的首級。 |      |        |          |

### 天煞國（磐都）圖騰：冰原鷹
| 演員   | 角色   | 介紹 | 备注 | 配音 | 粵語配音 |
| 張奕聰 | 戰南城 | 天煞國王上 天煞烈王戰北野的兄長。性格陰鷙狠毒，掌管寶物攝坤鈴，與齊震相互勾結謀圖權利。十分信任並重用扶搖。在戰北野攻城之後，趁著戰北野刀下留人，放下蒼龍在野劍時，試圖暗算戰北野，卻被花公公反刺一刀身亡。                         |      | 严明 |          |
| 顾又铭 | 战北恒 | 天煞國恒王 與戰南城一母所生，但戰南城生性猜疑，表面上與天煞國國王交好，但與烈王戰北野有救命之恩。於第四十九集，後被扶搖等人栽贓陷害，戰南城念及親情，賜與毒酒留其全屍。                                                             |      | 林强 |          |
| 吕德亮 | 雷动   | 战北野的师父 位於五洲十聖三甲，一身好武功，刀槍不入，但右耳後有傷，特別怕人捏耳朵。知道愛徒戰北野有了喜歡的人，便擄走了雅蘭珠，給了一張日課表，準備把她打造賢良淑德的天煞王后。幫助雅蘭珠恢復視力。                                 |      | 冯盛 |          |
| 刘秋实 | 紀羽   | 戰北野的親隨將領 一直跟隨戰北野, 患難與共親如兄弟。於第四十二集，長瀚山遇險時為了拯救戰北野免於食人蟻侵襲，自斷左臂。 |      |      |          |
| 陈莹   | 靜太妃 | 戰北野的生母 被軟禁在西華宮。 |      |      |          |
| 楊鎮宇 | 古凌風 | 天煞之金的都統 發現烈王私闖天煞王宮，於第四十六集，被戰北野刺死。 |      |      |          |
| 旌鸣   | 林易   | 天煞國烈王身邊的將士 跟隨戰北野多年，再戰北野中箭時，親口吮血為他療傷。在戰北野房子遭放火燒屋時，不顧一切衝進去救出三個人。但是林易背叛了戰北野，戰北野早發現，卻不想相信。後來到太淵時，找戰北野喝酒，酒中疑似有毒，被戰北野發現。 |      |      |          |
| 譚希和 | 花公公 | 天煞國公公 戰北野的外祖父為他布置的一個暗線，以備不時之需。花公公隱藏自己的身份二十多年，從一個不愛喝酒的人把自己培養成一個酒鬼。                                                                                                   |      |      |          |

### 璇璣國（鸑鷟淵）圖騰：鳳凰
| 演員   | 角色          | 介紹 | 备注 | 配音   | 粵語配音 |
| 林静   | 凤璇 凤琦     | 璇玑国女王 孿生姐妹，先女王鳳禹與芮盛所生，鳳璇登上王位後居睿辰宮。鸑鷟淵歷來跟璇璣王族一脈相承，鳳氏子女自出生之後皆送到這裡測試鳳凰靈性，具備鳳凰靈性的孩子才是命定的王位繼承人，被鸑鷟淵鎮守的鳳凰認可。鳳璇根本沒有鳳凰靈性，縱然坐了王位也根本鎮不住鸑鷟淵，無法讓裡面的祥瑞鳳凰認可，所以鸑鷟淵才日漸的枯竭，真正有靈性的是姐姐鳳琦，而這靈性也遺傳到了女兒鳳無名(扶搖)身上，她們母女才是正統的繼承人。鳳璇為了掩蓋這個秘密，故意讓玉衡給自己下毒用斑蝥金汁製造病重的假象，讓百姓都誤以為鸑鷟淵枯竭是因為她身體抱恙的緣故。鳳璇是因為玉衡才和鳳琦漸行漸遠，鳳璇嫉妒鳳琦才會搶奪皇位、刺殺鳳琦，最終扶搖和無極二人協力，破除了鳳璇對玉衡的穹蒼誓約，讓鳳璇間接受反噬之力而吐血暴斃。 |      | 李世荣 | 王綺婷   |
| 高丽雯 | 凤净执        | 璇玑国大王女 個性飛揚跋扈、殺伐決斷，扶搖初到璇璣時與她當眾切磋武藝，卻不敵扶摇武功而敗陣，還遭到了女扮男裝的扶摇所調戲，因此對假扮成宗越的扶搖動情。之後無意間聽見母親鳳璇沒有鳳凰靈性而被滅口，鳳璇為顧全大局與二王女佛蓮串通，一齊將鳳淨執之死嫁禍給扶搖。 |      | 刘晓倩 |          |
| 陳俊宇 | 唐易中        | 璇玑国鳳引閣督衛 本姓鳳，是扶搖的遠親表兄，因父輩親戚遭難，長年隱居，而靖國公府是其母親娘家。唐家歷代效力於鳳引閣，是國王最看重的侍衛及暗探，唐易中更於第五十四集，被女王鳳璇請去試藥。表面上雖為璇璣女王手下，實際上早已對女王的暴政不滿，最後與長孫無極聯手、推翻鳳璇。 |      |        |          |
| 趙昕   | 巧靈          | 佛蓮的侍女 隨侍佛蓮身側，跟隨佛蓮遊走五洲行善。曾與佛蓮聯手，將璇璣版圖的贗品交給扶搖，將其嫁禍為冒牌的璇璣公主。 |      |        |          |
| 曹衛宇 | 孟朔 ( 玉衡 ) | 十聖者中的玉衡→紫披風首領→鳳璇的劊子手「影子」 原是璇璣的玉衡，是鳳琦的夫君與扶搖的生父。為十聖者中通曉史籍的文武全才，也是其中最為風華絕代、玉樹臨風之人。與璇璣王女鳳琦為青梅竹馬，兩人後結為連理，但在妻子生產前扶風霧海海獸肆虐，作為璇璣國紫披風的首領的玉衡決定領兵前往霧海，回到璇璣時已過了五、六個月，鳳琦在生下鳳無名後與女兒一道失蹤。為探詢妻女的下落，玉衡不惜成為鳳璇剷除異己的劊子手「影子」，最終在扶搖和無極的幫助下，破除了與鳳璇的穹蒼誓約。然而玉衡自知罪孽深重，無顏面對扶搖和璇璣百姓，離開璇璣自尋清境之處、參禪念佛。 |      |        |          |
| 張歡歡 | 許宛          | 浣衣宮女 曾為扶搖母親鳳琦的侍女，在主子死後負責照顧幼時的扶搖，為了保全扶搖而躲在冷宮，忍受著令人不堪的屈辱。後因幼時的佛蓮告密，被暴虐無道的鳳璇得知扶搖的存在，苦命的宛姨被處以梳洗之刑，最後慘死在扶搖面前。 |      |        |          |
| 李朶   | 鳳五          | 五郡王殿下 先王之子、鳳璇與鳳琦之弟，先王鳳禹與芮盛所生。與長孫無極一同對抗鳳璇的暴政與陰謀，最終幫助外甥女扶搖登上璇璣女王寶座。 |      |        |          |

### 穹蒼
| 演員 | 角色 | 介紹 | 备注                               | 配音 | 粵語配音 |
| 劉沙 | 天機 | 長青殿殿主 長孫無極之師尊，五洲十聖之首。後被非煙所殺。 |                                    |      |          |
| 刘璇 | 非烟 | 幻生殿殿主 帝非天的孙女，長孫平戒的軍師，居幻生殿，是長孫無極在穹蒼的同門師叔、太妍及佛蓮的師尊。在五洲享有神空圣女的名號，也同為穹苍上仙。非煙擅陰蠱邪術，行蹤成謎且飄忽不定，非常關注扶搖的一舉一動，一直圖謀利用扶搖來解開祖父的封印，讓五洲天下陷入大亂。非煙曾和太淵國公齊震交易使其習得禁忌邪術，也是多年前教會宗越武功與醫術並且救他一命的人。一直倚靠他人交換的陽壽，依靠幻術維持的生命，最後臨近飛升之時，用自己的生命來解開扶搖的第五重封印，让扶摇变成妖女。最后，扶摇凭着自己的意志销毁的帝非天的一半残识。扶摇也和无极修成正果。 | 小說中角色背景: 扶風搭爾族神空聖女 | 邱秋 | 馮詠恩   |

## 收視率
扶搖為2018年浙江衛視周播劇場同時段第一，創下周播劇場收視新高。 同年8月，據騰訊第二季財報，扶搖以138億網絡播放量收官，成為上半年獨播電視劇收視率排名第一，且打破騰訊視頻5年以來的网播量记录。這創下騰訊視頻會員的新拉新記錄，訂購用户同比增长121%。
2022年7月27日，該劇上線四達時代斯瓦希里語頻道後，在坦尚尼亞、肯亞等非洲國家大受歡迎。該劇是四達時代平台在非洲收視率最高的一部中文劇，平均收視為7，最高收視達到14.19，被認為是中非影視文化交流的橋樑。
| 中国 浙江卫视 首播收视率 |               |             |             |             |           |           |           |           |           |           |                                                      |
| 集數                     | 播出日期      | CSM52城市网 | CSM52城市网 | CSM52城市网 | CSM全国网 | CSM全国网 | CSM全国网 | CSM16省网 | CSM16省网 | CSM16省网 | 備註                                                 |
| 集數                     | 播出日期      | 收視率      | 收視份額    | 排名        | 收視率    | 收視份額  | 排名      | 收視率    | 收視份額  | 排名      | 備註                                                 |
| 不適用                   | 2018年6月16日 | 不適用      | 不適用      | 不適用      | 不適用    | 不適用    | 不適用    | 不適用    | 不適用    | 不適用    | CCTV-8《初婚》完結                                   |
| 不適用                   | 2018年6月17日 | 不適用      | 不適用      | 不適用      | 不適用    | 不適用    | 不適用    | 不適用    | 不適用    | 不適用    | CCTV-8《灵与肉》開播                                 |
| 1-2                      | 2018年6月18日 | 0.655       | 3.727       | 7           | 0.35      | 2.57      | 7         | 0.443     | 2.981     | 6         |                                                      |
| 3-4                      | 2018年6月19日 | 0.611       | 3.742       | 8           | 0.23      | 1.85      | 13        | 0.265     | 2.014     | 10        |                                                      |
| 5-6                      | 2018年6月20日 | 0.655       | 4.174       | 7           | 0.32      | 2.63      | 10        | 0.338     | 2.725     | 7         |                                                      |
| 7-8                      | 2018年6月21日 | 0.691       | 4.194       | 6           | 0.39      | 3.05      | 8         | 暂缺      | 暂缺      | 暂缺      |                                                      |
| 9-10                     | 2018年6月25日 | 0.755       | 4.563       | 7           | 0.38      | 2.97      | 8         | 0.375     | 2.92      | 5         |                                                      |
| 11-12                    | 2018年6月26日 | 0.664       | 3.997       | 8           | 0.33      | 2.55      | 12        | 0.378     | 2.865     | 6         |                                                      |
| 13-14                    | 2018年6月27日 | 0.673       | 3.327       | 8           | 0.44      | 2.64      | 8         | 0.479     | 2.545     | 5         | 52城數據缺濟南 包含19:35 - 20:30精彩搶先看收視       |
| 15-16                    | 2018年6月28日 | 0.753       | 4.346       | 6           | 0.34      | 2.42      | 10        | 暫缺      | 暫缺      | 暫缺      | 东方《家有儿女初长成》完結，第31-100集改於愛奇藝首播 |
| 不適用                   | 2018年6月30日 | 不適用      | 不適用      | 不適用      | 不適用    | 不適用    | 不適用    | 不適用    | 不適用    | 不適用    | CCTV-8《灵与肉》完結                                 |
| 不適用                   | 2018年7月1日  | 不適用      | 不適用      | 不適用      | 不適用    | 不適用    | 不適用    | 不適用    | 不適用    | 不適用    | CCTV-8《诚忠堂》開播                                 |
| 17-18                    | 2018年7月2日  | 0.648       | 3.53        | 7           | 0.37      | 2.68      | 10        | 0.39      | 2.816     | 5         | 東方《青春警事》開播                                 |
| 19-20                    | 2018年7月3日  | 0.689       | 3.984       | 7           | 0.49      | 3.6       | 6         | 0.508     | 3.746     | 4         |                                                      |
| 21-22                    | 2018年7月4日  | 0.941       | 6.029       | 5           | 0.57      | 4.4       | 6         | 0.66      | 4.909     | 3         | 湖南《像我们一样年轻》完結                           |
| 23-24                    | 2018年7月5日  | 0.927       | 5.964       | 6           | 0.7       | 5.23      | 4         | 暫缺      | 暫缺      | 暫缺      |                                                      |
| 25-26                    | 2018年7月9日  | 0.789       | 5.108       | 8           | 0.44      | 3.48      | 7         | 0.544     | 4.07      | 5         | 湖南《流星花園》開播                                 |
| 27-28                    | 2018年7月10日 | 0.795       | 4.8         | 8           | 0.52      | 3.7       | 6         | 0.535     | 3.458     | 4         |                                                      |
| 29-30                    | 2018年7月11日 | 1.088       | 6.553       | 4           | 0.71      | 4.93      | 5         | 0.74      | 4.947     | 4         |                                                      |
| 31-32                    | 2018年7月12日 | 0.951       | 5.832       | 5           | 0.65      | 4.77      | 5         | 暫缺      | 暫缺      | 暫缺      |                                                      |
| 不適用                   | 2018年7月14日 | 不適用      | 不適用      | 不適用      | 不適用    | 不適用    | 不適用    | 不適用    | 不適用    | 不適用    | CCTV-8《诚忠堂》完結                                 |
| 33-34                    | 2018年7月16日 | 0.951       | 6.089       | 5           | 0.52      | 3.88      | 6         | 0.606     | 4.221     | 5         | CCTV-8《開封府》開播                                 |
| 35-36                    | 2018年7月17日 | 0.972       | 6.123       | 6           | 0.61      | 4.33      | 5         | 0.59      | 4.031     | 5         |                                                      |
| 37-38                    | 2018年7月18日 | 1.017       | 6.243       | 6           | 0.6       | 4.35      | 5         | 0.71      | 4.684     | 4         | 安徽《莽荒紀》完結，同時段翌日起重播舊劇             |
| 39-40                    | 2018年7月19日 | 1.073       | 6.77        | 6           | 0.68      | 5.03      | 5         | 暫缺      | 暫缺      | 暫缺      |                                                      |
| 41-42                    | 2018年7月23日 | 0.795       | 5.106       | 10          | 0.58      | 4.29      | 6         | 0.555     | 3.927     | 6         |                                                      |
| 43-44                    | 2018年7月24日 | 0.844       | 5.33        | 9           | 0.52      | 3.91      | 7         | 0.602     | 4.256     | 5         |                                                      |
| 45-46                    | 2018年7月25日 | 0.923       | 5.777       | 9           | 0.61      | 4.48      | 6         | 0.61      | 4.169     | 6         |                                                      |
| 47-48                    | 2018年7月26日 | 0.879       | 5.588       | 9           | 0.64      | 4.85      | 4         | 暫缺      | 暫缺      | 暫缺      |                                                      |
| 49-50                    | 2018年7月30日 | 0.87        | 5.796       | 7           | 0.49      | 3.78      | 8         | 0.535     | 4.007     | 6         |                                                      |
| 51-52                    | 2018年7月31日 | 0.842       | 5.448       | 7           | 0.6       | 4.39      | 7         | 0.642     | 4.494     | 6         |                                                      |
| 53-54                    | 2018年8月1日  | 0.799       | 5.137       | 7           | 0.5       | 3.73      | 8         | 0.485     | 3.538     | 6         |                                                      |
| 55-56                    | 2018年8月2日  | 0.91        | 5.752       | 5           | 0.6       | 4.46      | 4         | 0.605     | 4.41      | 4         | 東方《青春警事》完結                                 |
| 不適用                   | 2018年8月3日  | 不適用      | 不適用      | 不適用      | 不適用    | 不適用    | 不適用    | 不適用    | 不適用    | 不適用    | CCTV-8《開封府》完結，《执行利剑》同日開播           |
| 57-58                    | 2018年8月6日  | 0.908       | 6.135       | 4           | 0.61      | 4.76      | 6         | 0.507     | 3.763     | 5         |                                                      |
| 59-60                    | 2018年8月7日  | 0.782       | 5.292       | 6           | 0.55      | 4.09      | 7         | 0.535     | 3.869     | 5         | 東方《武動乾坤之英雄出少年》開播                     |
| 61-62                    | 2018年8月8日  | 0.847       | 5.46        | 4           | 0.66      | 4.81      | 6         | 0.584     | 4.169     | 5         |                                                      |
| 63-64                    | 2018年8月9日  | 0.868       | 5.632       | 3           | 0.56      | 4.19      | 6         | 0.429     | 3.229     | 5         |                                                      |
| 65-66                    | 2018年8月13日 | 0.786       | 4.91        | 6           | 0.6       | 4.31      | 7         | 0.577     | 3.966     | 5         | 52城數據缺湛江                                       |
| 平均收視                 | 平均收視      | 0.84        | 5.2         | 不適用      |           |           | 不適用    |           |           | 不適用    | [ 9 ]                                                |

1. 同时段或交叉时段主要节目：
  - CCTV-8：《灵与肉》／《诚忠堂》／《开封府》／《执行利剑》
  - 湖南：《像我们一样年轻》／《流星花園》
  - 東方：《家有兒女初長成》／《青春警事》／《武動乾坤之英雄出少年》
  - 安徽：《莽荒紀》
2. 数据由广视索福瑞提供，调查范围为四岁以上之观众。
3. 以上收视排名包括央视在内。CSM16省网排名不含央视
4. 收視最低的集數以藍色表示，收視最高的集數以紅色表示
5. 资料来源：卫视这些事儿、TV未知数、卫视走光了、数据狮

## 电视剧歌曲
| 曲序 | 曲目                  |        | 作曲   | 编曲   | 演唱   |
| ---- | --------------------- | ------ | ------ | ------ | ------ |
| 1.   | 窗（人物主题曲）      | 吴青峰 | 吴青峰 | 張藝   | 吴青峰 |
| 2.   | 繁华梦（插曲）        | 林海   | 宋洋   | 宋洋   | 黄龄   |
| 3.   | 扶摇（主题曲/片头曲） |        |        | 薛峰   | 莫文蔚 |
| 4.   | 一爱难求（片尾曲）    |        |        | 何琪   | 徐佳莹 |
| 5.   | 血如墨（命运主题曲）  |        |        | 薛峰   | 张碧晨 |
| 6.   | 傲红尘（人物主题曲）  |        |        | 薛峰   | 尤长靖 |
| 7.   | 少年（人物主题曲）    |        |        | 闫天午 | 孙郡   |

## 爭議事件

### 宣傳海報無授權
2017年6月21日，官方微博發佈宣傳海報，並配文：「夏至，生如夏花，莲生五洲，五洲风云动；
岁中，日光正盛，鱼跃碧水，碧水传奇生；
夏意浓，莲将绽」。但其海報卻未經過原作者「鹿菏」之同意就擅自使用，甚至加上原先圖中沒有的蓮花，導致鹿菏本人在底下留言：「一打开微博就被粉丝艾特看到这明晃晃的盗图，P上去一朵莲花就当做是原创了吗？」6月27日，鹿菏在微博發文表示官方已經聯絡她並道歉及支付侵權及用圖版權之費用，目前該條微博已刪除。事後，扶搖官方邀請鹿菏再為該劇畫出一款海報，鹿菏也在微博發文：「此刻心事，以吻封缄。因为之前的事有了这次的合作，合作很愉快沟通也很顺畅，祝拍摄顺利哦！」

### 與哈利波特雷同
2018年6月18日，在播出第一集後，該集部分內容遭網友指出與《哈利波特：火盃的考驗》設定相似，包括扶搖遭陷害將印有她的血跡的頁貼投入渾天方鼎中；掌門宣布一旦參賽便不能反悔；在出差錯之情況下掌門毅然決定讓其參賽；畋鬥賽將參賽的成員分為三個等級；畋鬥賽有三輪測試；第一輪測試和神獸對決等劇情都與《火盃的考驗》中的劇情雷同。

## 原著小说
2010年4月起连载于潇湘书院。

### 中國大陸
| 出版日期  | 书名                                           | 作者     | 出版社           | ISBN               | 备注         |
| 2011年6月 | 《扶摇皇后》(全二册)                           | 天下归元 | 江苏文艺出版社   | ISBN 9787539945057 |              |
| 2011年7月 | 《扶摇皇后：终结篇》(全二册)                   | 天下归元 | 江苏文艺出版社   | ISBN 9787539945347 |              |
| 2015年8月 | 《扶摇皇后．套装》(全四册)                     | 天下归元 | 江苏文艺出版社   | ISBN 9787539984612 |              |
| 2018年5月 | 《扶摇皇后．第一卷》(全三册)                   | 天下归元 | 百花洲文艺出版社 | ISBN 9787550024144 | 无删减完整版 |
| 2018年5月 | 《扶摇皇后．第二卷》(全三册)                   | 天下归元 | 百花洲文艺出版社 | ISBN 9787550024670 | 无删减完整版 |
| 2018年5月 | 《扶摇皇后．套装》(全六册) 附 “掌心莲”人物图卷 | 天下归元 | 百花洲文艺出版社 |                    | 无删减完整版 |

### 台灣
| 出版日期      | 书名                                    | 作者     | 出版社   | ISBN               |
| 2012年1月4日  | 《扶摇皇后‧首部曲（一）风起太渊》       | 天下归元 | 东佑文化 | ISBN 9789866004971 |
| 2012年1月13日 | 《扶摇皇后‧首部曲（二）无极之心》       | 天下归元 | 东佑文化 | ISBN 9789866004988 |
| 2012年2月7日  | 《扶摇皇后‧首部曲（三）天煞双雄》       | 天下归元 | 东佑文化 | ISBN 9789866004995 |
| 2012年2月22日 | 《扶摇皇后‧首部曲（四）真武倾情（完）》 | 天下归元 | 东佑文化 | ISBN 9789865992002 |
| 2012年3月7日  | 《扶摇皇后‧终结曲（一）轩辕皇嗣》       | 天下归元 | 东佑文化 | ISBN 9789865992071 |
| 2012年3月21日 | 《扶摇皇后‧终结曲（二）璇玑之谜》       | 天下归元 | 东佑文化 | ISBN 9789865992118 |
| 2012年3月31日 | 《扶摇皇后‧终结曲（三）扶风海寇》       | 天下归元 | 东佑文化 | ISBN 9789865992132 |
| 2012年4月11日 | 《扶摇皇后‧终结曲（四）神秘穹苍（完）》 | 天下归元 | 东佑文化 | ISBN 9789865992156 |
| 2018年9月18日 | 《扶搖皇后（一）》                      | 天下归元 | 尖端出版 | ISBN 9789571082967 |
| 2018年10月9日 | 《扶搖皇后（二）》                      | 天下归元 | 尖端出版 | ISBN 9789571082974 |
| 2018年10月9日 | 《扶搖皇后（三）》                      | 天下归元 | 尖端出版 | ISBN 9789571082981 |
| 2018年11月9日 | 《扶搖皇后（四）》                      | 天下归元 | 尖端出版 | ISBN 9789571082998 |
| 2018年11月9日 | 《扶搖皇后（五）》                      | 天下归元 | 尖端出版 | ISBN 9789571083001 |

## 宣传活动
| 播出时间      | 活动                   | 出席演员 |
| ------------- | ---------------------- | -------- |
| 2018年7月21日 | 湖南卫视《快乐大本营》 | 阮经天   |